# Euroway

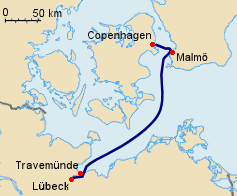
Euroways linje från september 1993.

Euroway var ett svenskt rederi som ägnade sig främst åt passagerartrafik. Euroway startade 1992 av den norske affärsmannen Elling Ellingsen, ägare av Sea-Link Shipping AB. År 1992 startade Euroway trafik mellan Malmö i Sverige och tyska Lübeck och Travemünde med det alldeles nybyggda fartyget M/S Frans Suell, döpt efter Malmöbon Frans Suell. På grund av passagerartrafikinriktningen tog rederiet inte emot långtradare på Frans Suells bildäck.
Det var meningen att Euroway skulle öppna redan 1991, men deras nybygge fastnade i varvet Brodograđevna Industrija i kroatiska Split. Det var inbördeskrig i Kroatien, varvet blev beskjutet och Frans Suell blev skottskadad.
19 maj 1992 gjorde Frans Suell sin första resa från Malmö till Travemünde. 1 september samma år gjorde man om rutten lite, från början var det Malmö - Travemünde men sedan blev det Malmö - Travemünde - Lübeck, alltså via Travemünde där biltrafiken lämnade till Lübeck där kryssningsresenärerna kunde få sitt. 
Euroway beställde ett fartyg till, M/S Frans Kockum, men det blev återigen förseningar och Euroway tyckte det var dålig lönsamhet på linjen, så man avbeställde fartyget. Det såldes senare till DFDS under namnet Crown of Scandinavia. Euroway var också på väg att chartra eller köpa fartyget Olympia av Rederi Ab Slite, som var delägare i Viking Line.
1993 var Euroway i kris på grund av dålig lönsamhet på linjen, så man sökte en affärspartner. Partnern blev Silja Line, som satte in fartyget Silja Festival på linjen. På båda fartygens sidor stod nu både Euroways och Silja Lines logotyp.
I september utvidgade rederiet linjen till Köpenhamn - Malmö - Travemünde - Lübeck och började tillåta långtradare på fartygen. Men trots många försök och utvidgningar så lades Euroway ner 12 maj 1994, då även Silja Line hade dålig ekonomi. Frans Suell chartrades av Silja Line och döptes om till Silja Scandinavia och är i dagsläget Viking Lines fartyg m/s Gabriella på rutten Stockholm-Helsingfors. 